# Némethy József (mérnök)
Némethy József (Debrecen, 1862. március 19. – ?) királyi mérnök.

## Életútja
Apja Némethy István kőműves mester volt. Három elemi osztályt végzett, azután apja mesterségébe állott tanoncnak; két év múlva magánvizsgát tett a IV. elemi osztályból és a reáliskolába nyert felvételt. Az öt osztályt Debrecenben járta és a VI-ból magánvizsgát tett. A VII. és VIII. osztályt és a műegyetemet Budapesten végezte. Apja nem segíthette, ezért 14 éves korától fogva magánleckeadással tartotta fenn magát. 1885-ben mérnöki oklevelet nyert és királyi segédmérnökké neveztetett ki Szombathelyre (Vas megye). Innét a kereskedelmi minisztérium szerkesztésti irodájába rendelték, ahol négy évig működött; azután Tolna-, majd Baranya vármegyébe helyezték át, hol a törvényhatósági út- és hídépítéseknél tevékeny részt vett. Volt tartalékos tüzérhadnagy. Később Pécsett működött.

## Munkái
- A kőműves mesterség. Gyakorlati kézikönyv kőművesek, munkásvezetők, vállalkozók és főleg a kőműves vizsgára készülő segédek és gyakornokok számára. 878 szövegábrával. Pécs, 1899.
- Építési tájékoztató. Az építési ipar gyakorlati kézikönyve mérnökök, építészek, építőmesterek, építési vállalkozók, iparosok, munkavezetők, földbirtokosok, gyártulajdonosok, intézők, becslőbiztosok és bankhivatalnokok, s általában az építő s építtető közönség használatára. Kiváló kutfők nyomán, s a hazai iparvállalatok, ipartelepek és gyárak termékeire vonatkozó adatok felhasználásával. Pécs, 1902. Két kötet. (250 példányt a kereskedelmi miniszterium megvásárolt és a munkát 1901-ben az összes m. kir. államépítészeti hivataloknak hivatalos használatúl előírta. Ism. M. Mérnök- és Építész-Egylet Közlönye).
- Emlékirat a kereskedelemügyi m. kir. ministerhez. Pécs, 1903.